# 1283 dans les croisades
- Mamelouks :        Al-Mansûr Sayf ad-Dîn Qala'ûn al-Alfi

Cette page regroupe les évènements concernant les Croisades qui sont survenus en 1283 :
- 27 novembre : mort de Jean de Montfort, seigneur de Toron et de Tyr[1].